# Pueblo Nuevo, Colombia
Pueblo Nuevo är en ort i Colombia.   Den ligger i departementet Córdoba, i den norra delen av landet, 400 km norr om huvudstaden Bogotá. Pueblo Nuevo ligger 32 meter över havet och antalet invånare är 9 075.
Terrängen runt Pueblo Nuevo är mycket platt, och sluttar norrut. Runt Pueblo Nuevo är det ganska glesbefolkat, med 29 invånare per kvadratkilometer. Det finns inga andra samhällen i närheten. Omgivningarna runt Pueblo Nuevo är en mosaik av jordbruksmark och naturlig växtlighet.